# Мендес, Хавьер
Хавьер Мендес (род. 18 сентября 1970) — американский тренер по смешанным боевым искусствам (ММА) и основатель MMA Gym Американской академии кикбоксинга). Бывший чемпион мира ISKA по кикбоксингу, он наиболее известен тем, что тренирует многократных чемпионов мира по ММА.

## Биография
Родился в Мексике и переехал в США со своей семьей в возрасте 6 лет. Он вырос в Сан-Хосе. Его отец тратил большую часть своих денег на алкоголь и азартные игры и говорил Мендесу, что он никогда не достигнет ничего, что дало бы Мендесу мотивацию для достижения успеха. Как и большинство его сверстников его поколения, Мендес вырос, восхищаясь Брюсом Ли. Мендес начал заниматься боевыми искусствами в 1978 году, изучая дисциплину Тансудо. 
Мендес начал свою карьеру в кикбоксинге в 1985 году и вскоре после этого основал Американскую академию кикбоксинга (AKA), где он проводил тренировки с небольшой группой студентов. Пробившись в ряды кикбоксеров, Мендес выиграл свой первый чемпионат мира в 1992 году, когда стал чемпионом ISKA в полутяжелом весе.
В 1995 году Мендес победил раздельным решением судей Конрада Пла (основателя Tristar Gym) и завоевал вакантный титул чемпиона ISKA в полутяжелом весе.
В 1996 году Мендес познакомился со смешанными боевыми искусствами (ММА), когда местный боец UFC Брайан Джонстон обратился к Мендесу с просьбой помочь ему улучшить свои навыки кикбоксинга. Это разоблачение побудило других бойцов обратиться к Мендесу, поскольку он был на волне растущей популярности ММА. В дальнейшем Мендес прекратил профессиональные соревнования в качестве бойца, чтобы стать тренером по ММА на полный рабочий день. Мендес тренировал своего первого чемпиона UFC в 1997 году, когда Фрэнк Шемрок присоединился к AKA. Мендес был его тренером до 2003 года, когда в этот период Шемрок стал первым чемпионом UFC в полутяжелом весе и остался непобежденным.
Услышав об этом успешном партнерстве, Би Джей Пенн присоединился к AKA в 2001 году в рамках подготовки к своему дебюту в карьере ММА и в конечном итоге стал чемпионом UFC как в легком, так и в полусреднем весе.
В 2015 году Мендес стал единственным тренером, у которого одновременно было 3 чемпиона UFC (Кейн Веласкес в тяжелом весе, Дэниел Кормье в полутяжелом весе и Люк Рокхолд в среднем весе).
В ноябре 2022 года Мендес тренировал Усмана Нурмагомедова, ставшего чемпионом Bellator в легком весе.
В январе 2023 года, MMAjunkie.com наградил Мендеса и Хабиба Нурмагомедова тренерами года 2022.

## Награды
- Любитель ММА
  - Тренер года 2022 по версии Хабиба Нурмагомедова